# Shangzhi
Shangzhi, tidigare stavat Shangchih, är en stad på häradsnivå som lyder under Harbins stad på prefekturnivå i Heilongjiang-provinsen i nordöstra Kina, omkring 160 kilometer sydost om provinshuvudstaden Harbin.